# Dwight May Sabin

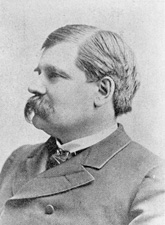
Dwight May Sabin

Dwight May Sabin (* 25. April 1843 in Marseilles, LaSalle County, Illinois; † 22. Dezember 1902 in Chicago, Illinois) war ein US-amerikanischer Politiker (Republikanische Partei).

## Frühes Leben
Dwight Sabin wurde nahe der rund 5000 Einwohner zählenden Kleinstadt Marseilles geboren, wo er auch bis zu seinem 14. Lebensjahr lebte. 1857 zog er mit seinen Eltern nach Connecticut und absolvierte nach dem Besuch der Pflichtschule die Phillips Academy in Massachusetts. Während des Sezessionskrieges musste Sabin in der Unionsarmee kämpfen.
Nach seiner Abmusterung fand Sabin kurzzeitig Arbeit als Büroangestellter in Washington. 1864 kehrte er nach Connecticut zurück, wo er zunächst in der Landwirtschaft und später als Holzfäller arbeitete. 1868 zog Sabin nach Stillwater (Minnesota), wo er ein Unternehmen gründete, das Eisenbahnwagen und landwirtschaftliche Geräte produzierte.

## Politische Laufbahn
Sabin wurde 1872 in den Senat von Minnesota gewählt und verblieb dort bis 1875. Sowohl 1878 als auch 1881 folgte seine Wahl ins Repräsentantenhaus des Staates. Zuletzt hatte Sabin von 1883 bis 1884 als Nachfolger von Marshall Jewell den Vorsitz des Republican National Committee inne. 1882 kandidierte Sabin mit Erfolg für einen Sitz im Senat der Vereinigten Staaten und amtierte vom 4. März 1883 bis zum 3. März 1889. Eine erneute Kandidatur im Jahr 1888 war nicht erfolgreich.

## Privatleben und Tod
In den 1890er Jahren kehrte Sabin zu seinen beruflichen Wurzeln zurück und war im Kohle- und Holzhandel sowie in der Landwirtschaft ökonomisch erfolgreich.
Sabin war zweimal verheiratet. Obwohl der Name seiner ersten Frau, die er um 1870 geheiratet hatte, nicht bekannt ist, ist doch gesichert, dass das Paar zwei Töchter (Blanche und Ethel) adoptiert hatten. 1897 erlitt die Familie einen harten Schicksalsschlag, als Blanche Sabin im Alter von erst 18 Jahren starb. Bereits 1895 hatte Sabin seine zweite Frau Jessie Swann geheiratet.
Dwight May Sabin starb im Dezember 1902 mit 59 Jahren nach einer langen Krankheit.